# Aphantopus arete
Aphantopus arete är en fjärilsart som beskrevs av Müller 1764. Aphantopus arete ingår i släktet Aphantopus och familjen praktfjärilar. Inga underarter finns listade i Catalogue of Life.